# Edgar Castillo
Edgar Eduardo Castillo Carrillo (Las Cruces, 8 de outubro de 1986) é um futebolista estadunidense que atua como lateral-esquerdo. Atualmente, joga no New England Revolution.

## Carreira
Descendente de mexicanos, Castillo jogou toda a carreira no futebol local, atuando por Santos Laguna, América, Tigres, San Luis, Puebla Fútbol Club e Tijuana antes de assinar com o Monterrey em 2015.

## Seleções
Entre 2007 e 2008, Castillo jogou 3 amistosos pela Seleção Mexicana, além de ter atuado pela equipe sub-21 também em 2008.
Porém, em junho de 2009, numa entrevista, o lateral-esquerdo declarou que pretendia atuar pelos Estados Unidos caso não figurasse nos planos de La Tri. Tais declarações geraram polêmica em território mexicano.
A estreia do jogador pelo selecionado americano foi em novembro, contra a Dinamarca, entrando no segundo tempo. Mas Castillo não foi convocado por Bob Bradley para a Copa de 2010.
Preterido por Jürgen Klinsmann para a Copa de 2014, faz parte do elenco da seleção que disputa a Copa América Centenário., além de ter jogado a Copa Ouro da CONCACAF de 2013, na qual foi campeão.